# Турска на Светском првенству у атлетици у дворани 2022.
Турска је на 18. Светском првенству у атлетици у дворани 2022. одржаном у Београду од 18. до 20. марта учествовала седамнаести пут. Репрезентацију Турске је представљао 1 такмичар који се такмичио у трци на 60 метара препоне.,
На овом првенству такмичар Турске није освојио ниједну медаљу али оборио национални и лични рекорд.

## Учесници
Мушкарци:
- Микдат Севлер — 60 м препоне

## Резултати

### Мушкарци
| Атлетичар     | Дисциплина   | Лични рекорд | Квалификације         | Квалификације | Полуфинале | Полуфинале | Финале               | Финале  | Детаљи |
| Атлетичар     | Дисциплина   | Лични рекорд | Резултат              | Место         | Резултат   | Место      | Резултат             | Место   | Детаљи |
| ------------- | ------------ | ------------ | --------------------- | ------------- | ---------- | ---------- | -------------------- | ------- | ------ |
| Микдат Севлер | 60 м препоне | 7,71 НР      | 7,70(.700) кв, НР, ЛР | 4. у гр. 3    | 7,75       | 8. у гр. 1 | Није се квалификовао | 24 / 37 |        |